# Kolarstwo na Igrzyskach Wspólnoty Narodów 2002
Kolarstwo na Igrzyskach Wspólnoty Narodów 2002 – jedna z dyscyplin podczas Igrzysk Wspólnoty Narodów 2002 w Manchesterze. Zawody odbyły się w dniach 27 lipca–3 sierpnia 2002 roku. Rozegranych zostało 17 konkurencji w trzech dyscyplinach kolarskich.

## Tabela medalowa
| Poz. | Państwo       |    |   |   | Razem |
| ---- | ------------- | -- | - | - | ----- |
| 1.   | Australia     | 10 | 7 | 6 | 23    |
| 2.   | Kanada        | 3  | 3 | 3 | 9     |
| 3.   | Nowa Zelandia | 2  | 1 | 1 | 4     |
| 4.   | Walia         | 1  | 1 | 0 | 2     |
| 5.   | Szkocja       | 1  | 0 | 1 | 2     |
| 6.   | Anglia        | 0  | 5 | 6 | 11    |

## Rezultaty

### Kolarstwo szosowe

#### Kobiety
| Konkurencja                | Złoto        | Czas     | Srebro           | Czas     | Brąz          | Czas     |
| Jazda indywidualna na czas | Clara Hughes | 34:51,66 | Anna Millward    | +0:09,11 | Lyne Bessette | +0:18,76 |
| Wyścig ze startu wspólnego | Nicole Cooke | 2:35:17  | Sue Palmer-Komar | +00:01   | Rachel Heal   | +00:01   |

#### Mężczyźni
| Konkurencja                | Złoto          | Czas    | Srebro         | Czas   | Brąz           | Czas   |
| Jazda indywidualna na czas | Cadel Evans    | 1:53:50 | Michael Rogers | +03:36 | Nathan O’Neill | +33:69 |
| Wyścig ze startu wspólnego | Stuart O’Grady | 4:43:17 | Cadel Evans    | +02:08 | Baden Cooke    | +02:28 |

### Kolarstwo torowe

#### Kobiety
| Konkurencja           | Złoto           | Srebro           | Brąz             |
| Sprint                | Kerrie Meares   | Lori-Ann Muenzer | Anna Meares      |
| 500 m                 | Kerrie Meares   | Julie Paulding   | Lori-Ann Muenzer |
| Wyścig punktowy       | Katherine Bates | Rochelle Gilmore | Clara Hughes     |
| Wyścig na dochodzenie | Sarah Ulmer     | Katherine Bates  | Alison Wright    |

#### Mężczyźni
| Konkurencja                     | Złoto                                                                                    | Srebro                                                                                | Brąz                                                                             |
| Sprint                          | Ryan Bayley                                                                              | Sean Eadie                                                                            | Jobie Dajka                                                                      |
| Sprint drużynowy                | Australia Jobie Dajka · Sean Eadie · Ryan Bayley                                         | Anglia Jamie Staff · Jason Queally · Jamie Staff                                      | Szkocja Chris Hoy · Craig MacLean · Ross Edgar                                   |
| 1000 m                          | Chris Hoy                                                                                | Jason Queally                                                                         | Jamie Staff                                                                      |
| Wyścig punktowy                 | Greg Henderson                                                                           | Mark Renshaw                                                                          | Chris Newton                                                                     |
| Scratch                         | Graeme Brown                                                                             | Huw Pritchard                                                                         | Tony Gibb                                                                        |
| Wyścig na dochodzenie           | Bradley McGee                                                                            | Bradley Wiggins                                                                       | Paul Manning                                                                     |
| Wyścig drużynowy na dochodzenie | Australia Graeme Brown · Luke Roberts · Mark Renshaw · Peter Dawson · Stephen Wooldridge | Anglia Bradley Wiggins · Bryan Steel · Chris Newton · Paul Manning · Stephen Cummings | Nowa Zelandia Greg Henderson · Hayden Roulston · Lee Vertongen · Matthew Randall |

### Kolarstwo górskie

#### Kobiety
| Konkurencja   | Złoto          | Czas    | Srebro     | Czas  | Brąz         | Czas  |
| Cross-country | Chrissy Redden | 1:32:10 | Susy Pryde | +0:16 | Mary Grigson | +0:39 |

#### Mężczyźni
| Konkurencja   | Złoto        | Czas    | Srebro         | Czas  | Brąz         | Czas  |
| Cross-country | Roland Green | 1:52:48 | Seamus McGrath | +0:46 | Liam Killeen | +2:46 |